# Jango Fett
 Der er for få eller ingen kildehenvisninger i denne artikel, hvilket er et problem. Du kan hjælpe ved at angive troværdige kilder til de påstande, som fremføres i artiklen.

Jango Fett er en person, der optræder i Star Wars-universet, der første gang optræder i Star Wars Episode II: Klonernes angreb. Han er dusørjæger har sønnen Boba Fett der også vokser op og bliver dusørjæger.

## Optrædener

### Baggrund
Jango Fett er født i 66 BBY på planeten Concord Dawn - adopteret af de legendariske mandalorianerkrigere. Adskillige år senere leder han dem gennem en stor del af Mandalorianer Borgerkrigen.
Efter konfliktens afslutning forlod Jango mandalorianerne og blev dusørjæger. Han opbyggede sig hurtigt et ry for at være den bedste i Galaksen. Senere gik Fett med til at tjene som en genetisk skabelon for de kloner, der ville udgøre størstedelen af Republikkens Stor Armé under Klonkrigene. Selvom han blev dræbt af Mace Windu i kamp, lever Jangos arv af legendarisk mod og evner videre gennem både hans søn Boba, såvel som hans klonefterkommere, som har fået en stor betydning i Galaksens historie.

### Film

#### Klonernes angreb
I Star Wars Episode II: Klonernes angreb, ti år efter, kloningsprocessen var begyndt på Kamino, gjorde formationen af klonhæren store fremskridt. 200.000 enheder var klar, med en million flere på vej, da Jango blev hyret til at snigmyrde Senator Padmé Amidala, der kunne være blevet til en trussel, på grund af hendes succes under Kampen på Naboo. Planen mislykkedes og Jango var tilmed tvunget til at myrde sin partner, Zam Wesell, for at holde sin hemmelige identitet skjult. Jedi Ridder Obi-Wan Kenobi sporede en af Jangos våben til Kamino og tilegnede sig oplysninger om klonhæren, som ingen i Jedi-rådet syntes at vide noget som helst om. Jango og Kenobi mødtes og fik en kort snak sammen på gentlemanmanér, og selvom Jango spillede uskyldig, vidste de begge godt, hvad der foregik. Da Kenobi senere prøvede at pågribe Jango i yderlige spørgsmål, udspillede der sig derfor en titanisk kampscene på landingsplatformen, hvor Jango fik besejret jedien og flygtede med sin søn Boba i deres rumskib Slave I.
Men Kenobi sporede dem til planeten Geonosis og sneg sig ind på noget, der tilsyneladende var en form for base og opdagede, at separatisterne, heriblandt Handelsføderationen, holdt til dér – alle under ledelse af Grev Dooku – der samarbejde med Jango – igen var under ledelse af Darth Sidious. Obi-Wan blev fanget, og blev som afstraffelse dømt til døden i en enorm arena, hvor han mødes med Anakin Skywalker og Padmé Amidala, der var kommet i forsøget på at redde ham. Grev Dooku, Jango og hans søn Boba var specielle gæster af geonosianske Ærkegreve Poggle the Lesser og overværede henrettelsen fra en personlig tilskuerrække.
Men ceremoniens henrettelse gik ikke helt som planlagt, da det lykkedes alle fangerne at flygte. På et tidspunkt blev Nute Gunray så rasende, at han bad Jango om at gøre en ende på Amidala, men Dooku fortalte vicekongen, at han skulle være tålmodig, og at hun ville dø før eller senere. Pludselig, ved at bruge kraften til at bevæge sig roligt, fik Mace Windu sneget sig ind ved den lille tilskuerrække og holde Jango på stangen med sit lyssværd uden for dusørjægerens hals. Idet adskillige kamp droider ankom for at tilintetgøre jedierne, affyrede Jango sin håndledsmonterede flammekaster på Mace, der hoppede væk fra rækkerne og ned på arenaen, og smed sin flammende kappe, og landede uskadt. Lige efter aktiverede 200 jedier, der havde forholdt sig skjult i mængden, deres lyssværd og en enorm kamp brød ud mellem jedierne og separatisternes droidehær. Jango, der stadig var på tilskuerrækkerne skød Jedi Råds-medlemmet Coleman Trebor ned fra balkonen, hvor han prøvede at konfrontere Dooku. Jango bevægede sig efterfølgende ned til selve arenaen ved at bruge sin praktiske jetpack og håbede på at kunne få kampsituationen til at ændre sig en smule.
Jango konfronterede igen Windu, der havde tabt sit lyssværd. Men Windu fik det tilbage med et simpelt kraft-træk. En reek, en af skabningerne der var blevet sluppet løs for at henrette fangerne og stadig var løs, forstyrrede pludselig deres kamp og trampede over Jango i processen. Jango dræbte den med et hurtig skud fra sin revolver mod dens hoved, men hans jetpack var blevet beskadiget, da han var blevet nedløbet. Da Windu hurtigt genoptog kampen, forsøgte Jango forgæves at skyde ham, hvilket fik ham til at prøve at tilegne sig mere plads ved at flyve væk. Jetpacken viste sig at være ude af funktion efter nedtrampningen, og det overlod ham til Jediens halshuggende angreb. Tilbageladt af sit udstyr, blev Jango fældet, som Sith Fyrsten, Darth Trayas profeti angående mandalorianerne, lod til at forudsige:
Jangos kloner indbildte sig selv en anderledes historie om hans død. De rigtige detaljer om Jangos død blev senere hen hvisket ud, og klonerne fortsatte ikke desto mindre med at fuldføre deres arbejde om at tjene jedierne, selv endda Windu.
Jango levede aldrig længe nok til at se sine kloner deltage i Klonkrigene, der rev Galaksen midt over og banede vejen for Det Galaktiske Imperium. Han fik heller ikke set sin søn Boba forfølge sin dusørjægerarv; ved at bruge sin fars våben og rumskib, såvel som hans dragt af mandaloriansk rustning, engang båret af Jaster Mereel.
Til ære for den legendariske dusørjæger, blev en kamparena, der blev kendt som Jango Fett Arenaen bygget i byen Mos Eisley på planeten Tatooine.
Selvom Jango døde tidligt vil han fra et bestemt synspunkt leve for evigt ikke blot gennem Boba Fett, men også i de millioner af kloner, der for største dels vedkommende kom til at tjene Republikken og fortsatte med at tjene det nye Det Galaktiske Imperium.
Jango Fett blev begravet på Geonosis af Boba med de simple initialer J.F. på en gravsten. I 40 ABY fik Boba, sammen med sit barnebarn Mirta Gev, Jangos rester fra Geonosis så de kunne blive begravet på Mandalore ved siden af Bobas datter Ailyn Vel.